# Torynorrhina laotica
Torynorrhina laotica är en skalbaggsart som beskrevs av Anton Franz Nonfried 1906. Torynorrhina laotica ingår i släktet Torynorrhina och familjen Cetoniidae. Inga underarter finns listade i Catalogue of Life.